# Parage
Parage (ćir.: Параге, mađ.: Parrag) je naselje u općini Bačka Palanka u Južnobačkom okrugu u Vojvodini.

## Stanovništvo
Prema popisu stanovništva iz 2002. godine u Paragama živi 1.039 stanovnika,  od toga 814 punoljetnih stanovnika, a prosječna starost stanovništva iznosi 39,3 godina (37,4 kod muškaraca i 41,0 kod žena). U naselju ima 356 domaćinstava, a prosječan broj članova po domaćinstvu je 2,92.
Prema popisu stanovništva iz 1991. godine u naselju je živjelo 1.134 stanovnika.
| Etnički sastav 2002. |            |        |
| Narod                | Stanovnika | %      |
| Srbi                 | 881        | 84,79% |
| Romi                 | 70         | 6,73%  |
| Jugoslaveni          | 17         | 1,63%  |
| Slovaci              | 16         | 1,53%  |
| Hrvati               | 14         | 1,34%  |
| Muslimani            | 8          | 0,76%  |
| Rusini               | 4          | 0,38%  |
| Ukrajinci            | 2          | 0,19%  |
| Mađari               | 2          | 0,19%  |
| Nijemci              | 2          | 0,19%  |
| nepoznato            | 8          | 0,76%  |

| broj stanovnika | 1427  | 1388  | 1338  | 1306  | 1199  | 1134  | 1039  |
|                 | 1948. | 1953. | 1961. | 1971. | 1981. | 1991. | 2001. |

## Vanjske poveznice
- Karte, udaljenosti vremenska prognoza  Arhivirana inačica izvorne stranice od 26. veljače 2009. (Wayback Machine)
- [neaktivna poveznica]